# Ureusz
Az ureuszkígyó támadó kobrát formázó óegyiptomi jelkép. Neve az ógörög οὐραῖος szóból származik, amely viszont óegyiptomi jʿr.t (iaret) szóból került át. Az ureusz az egyiptomi vallásban elsősorban istennőkhöz kötődik, így az alsó-egyiptomi Uadzsethez, de más istennőket is ábrázolnak ebben a formában. 
A kobra fontos királyi szimbólum, és védelmezőként (Uadzset istennő ábrázolásaként) megtalálható a fáraói koronán, a keselyűistennő, Nehbet ábrázolása mellett. A kusita fáraók, elsősorban a XXV. dinasztia uralkodói koronáikon gyakran két ureuszt viselnek.